# Evalljapyx newelli
Evalljapyx newelli är en urinsektsart som beskrevs av Smith 1960. Evalljapyx newelli ingår i släktet Evalljapyx och familjen Japygidae. Inga underarter finns listade i Catalogue of Life.